# Chose (comics)
Pour les articles homonymes, voir La Chose et Thing.
Ne doit pas être confondu avec l'Homme-chose, autre personnage de l'univers Marvel.
Benjamin « Ben » Grimm, alias la Chose (« The Thing » en VO), est un super-héros évoluant dans l'univers Marvel de la maison d'édition Marvel Comics. Créé par le scénariste Stan Lee et le dessinateur Jack Kirby, le personnage de fiction apparaît pour la première fois dans le comic book Fantastic Four (vol. 1) #1 en novembre 1961.
Ben Grimm est l'un des membres fondateurs de l'équipe des Quatre Fantastiques.

## Création
De nombreux traits de la personnalité de Ben Grimm — comme son habitude de fumer le cigare ou ses origines juives du Lower East Side — sont directement inspirés de ceux de son co-créateur, le dessinateur Jack Kirby ; celui-ci avoua lors d'un entretien qu’il avait imaginé Ben Grimm comme un alter ego de lui-même. Mais, aux débuts du personnage, aucune mention claire de la religion de Grimm ne fut évoquée, comme c'était l'habitude à cette époque. L’officialisation de sa religion eut lieu dans Fantastic Four (vol. 3) #56 en août 2002.

## Biographie du personnage

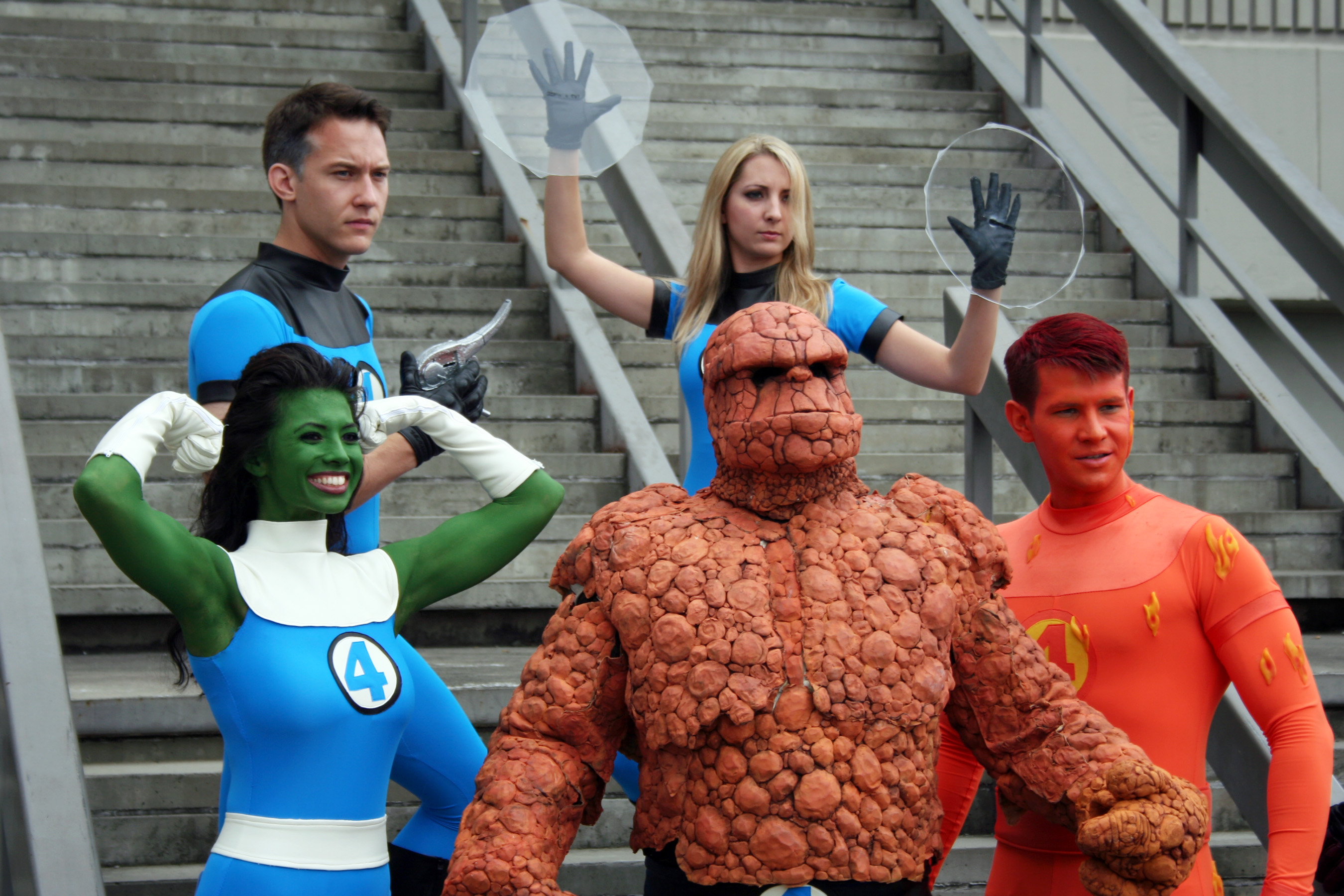
Cosplay des membres des Quatre Fantastiques originels, plus Miss Hulk.

### Origines
Ben Grimm naît à Yancy Street, dans le Lower East Side à Manhattan (New York), dans une famille juive,.
On apprendra plus tard que c'est Ben Grimm qui a modifié secrètement la machine de Victor Von Fatalis (le futur Docteur Fatalis) quand celui-ci, alors un étudiant aux États-Unis dans la même université que Red Richards et Ben, avait tenté de communiquer avec l’âme de sa mère retenue aux enfers. Méprisant Victor pour l'attitude supérieure et hautaine qu'il manifestait alors, Ben avait saboté sa machine qui explosera en blessant Fatalis au visage, le défigurant. Grimm se reprochera plus tard d'être à l'origine de la chute initiale de Fatalis dans le mal et de son ascension au pouvoir en Latvérie, mais n'a jamais révélé cette information à qui que ce soit.
Pilote d'essai et meilleur ami de Red Richards depuis leurs années d'étudiants, il embarque avec lui dans une fusée, accompagné de la fiancée de Red, Jane Storm et du jeune frère de celle-ci, Johnny Storm. Le but de cette mission est de visiter l'espace avant les Soviétiques. Ben est le seul membre de l'équipage réticent à l'expédition.
Cependant, au cours du voyage, des rayons cosmiques viennent frapper la fusée et provoquent sur l'équipage d'étranges mutations de leur corps. Au cours de l'atterrissage en catastrophe sur Terre, Ben Grimm se transforme et prend l'apparence d'un être de pierre à la couleur orangée, acquérant ainsi une force et une résistance surhumaine. Jane, choquée par sa transformation, lui dit qu'il s'est transformé en une « chose » (« thing »). Red, lui acquiert un pouvoir d'élasticité sur tout son corps ; Jane peut se rendre invisible et créer des champs de force ; Johnny, enfin, peut voler dans les airs en embrasant son corps de flammes vives. Les quatre amis décident alors d'unir leurs forces, et d'utiliser leurs nouveaux pouvoirs au service du bien en formant une équipe de super-héros. Celle-ci prend le nom des Quatre Fantastiques. Ben choisit de s’appeler la « Chose », en référence à ce à quoi Jane l'avait surnommé auparavant.
Depuis sa transformation, Ben Grimm montre souvent un tempérament amer et colérique, complexé par son nouveau physique repoussant, ce qui l'amène surtout à se bagarrer avec Johnny, qui en retour s'amuse à l'agacer régulièrement. Ben est par ailleurs amoureux de Jane (ce qui ne l’empêchera pas de mettre en morceaux un costume qu'elle lui avait préparé), mais étant donné que celle-ci aime Red, Ben doit se résoudre à abandonner cet amour sans issue. Il finit par rencontrer Alicia Masters, une jeune femme aveugle qui ressent sa bonté intérieure. Ils forment ensuite un couple .
Ben est généralement celui qui déclenche la plupart des disputes au sein de l'équipe, le plus souvent avec Johnny, mais garde sous son enveloppe de roche orange et bougonne un cœur d'or.

### Parcours
Après une bataille avec Hulk, où il avait été exposé aux radiations gamma, Ben a été définitivement transformé sous forme humaine et a été remplacé chez les Quatre Fantastiques par Luke Cage. Il est revenu dans l'équipe en utilisant un exosquelette construit par Reed qui imitait ses anciens pouvoirs, cependant, il a été bientôt retransformé en Chose en guise de punition par Galactus.
La relation entre Grimm et Alicia Masters souffrait de tensions lorsque Grimm a été transporté dans le lointain « Battleworld » par l'extraterrestre nommé le Beyonder pour la première de ses Guerres secrètes. Sur cette planète, Grimm se retrouva capable de changer de forme et de revenir à son apparence humaine. Cachant sa découverte du blocage mental de Grimm, par peur de blesser ses sentiments, Richards affirme que la nature de la planète elle-même est en quelque sorte responsable de la capacité de Grimm à se transformer. Une fois les Guerres secrètes terminées, Grimm reste sur la planète pendant des mois. Finalement cependant, il se retrouve à nouveau piégé dans sa forme monstrueuse, incapable de reprendre forme humaine, et retourna sur Terre. Là, il apprend que son coéquipier Johnny et Alicia Masters sont devenus amants, et que Red Richards lui avait caché les informations sur son blocage mental. Furieux et désemparé, Grimm quitte les Quatre Fantastiques. Il travaille pendant un certain temps en tant que lutteur à la force surhumaine pour la fédération de lutte pour les êtres dotés de super-pouvoirs (l'Unlimited Class Wrestling Federation (en) ou UCWF), et participe également à des missions avec les Vengeurs de la Côte Ouest.
Il revient néanmoins dans l'équipe des Quatre Fantastiques conjointement avec sa remplaçante Miss Hulk.
La Chose reprend plusieurs fois sa forme humaine originelle, soit par hasard, soit grâce à l'aide de Red Richards qui se sent coupable de son état. Mais ces changements n'ont jamais été permanents, la Chose devant souvent renoncer à garder sa forme humaine pour sauver ses coéquipiers.
Lorsque Red et Jane prennent leur retraite active des Quatre Fantastiques pour se concentrer sur l'éducation de leur fils Franklin, ils laissent Ben aux commandes. Celui-ci recrute Crystal des Inhumains et Miss Marvel (Sharon Ventura) pour les remplacer. Il sert avec compétence en tant que chef d'équipe et commence une romance avec Sharon, qui s'approfondit après une nouvelle exposition aux rayonnements cosmiques les mutent de nouveau, Sharon devenant une sorte de « Miss-Chose » et Ben se transformant une Chose encore plus forte et plus hideuse, cachée par des pointes partout sur son corps. Leur romance se poursuit à travers plusieurs autres changements de forme (avec Ben reprenant finalement sa forme classique de Chose), même après que Red et Jane aient rejoint le groupe. Mais Ben et Sharon se séparent après que Sharon a accepté l'aide du Docteur Fatalis pour retrouver forme humaine. Lorsque Alicia Masters, qui avait finalement épousé Johnny Storm, se révélée être en réalité une espionne skrull nommée Lyja, les Quatre Fantastiques la retrouvent et la sauvent, mais celle-ci et Ben ne restent que de bons amis.

### Civil War
Initialement, lors de la guerre civile des super-héros, Ben Grimmm est un membre réticent du côté de la faction pro-enregistrement menée par Iron Man, jusqu'à ce que la Chose assiste à une bataille sur Yancy Street où les forces de Captain America (menant les opposants) tentent de sauver des alliés capturés détenus par les forces d'Iron Man. Les anciens ennemis des Quatre Fantastiques, le Penseur fou et le Maître des maléfices, tentent d'intensifier la bataille en utilisant un jeune homme contrôlé mentalement pour lancer une bombe. Quand le jeune homme meurt, la Chose fustige verbalement les deux parties, qui ne se soucient pas des civils pris dans le conflit. Il annonce que s'il pensait que l'enregistrement était une erreur, il ne veut pas non plus combattre le gouvernement et quitte donc le pays pour la France. Pendant son séjour dans le pays, il rencontre l'équipe des Héros de Paris et effectue quelques missions avec eux. Il se voit également proposer une romance par Anaïs, une de ses collègues parisiens, mais rejette son offre.
Ben retourne ensuite à New York, alors que les deux factions de la guerre civile se battent en ville. Ben, inconscient de l'une ou l'autre partie qui se met en travers de son chemin, choisit de protéger les civils du mal. À la fin de la guerre, Red et Jane Richards décident de « faire une pause » des Quatre Fantastiques, laissant une ouverture dans l'équipe. Après la destruction de l'ambassade du Wakanda à New York, la Panthère noire et son épouse Tornade sont invités à rester au Baxter Building (le QG de l'équipe) avec la Chose et la Torche humaine, formant les nouveaux Quatre Fantastiques.

### Secret Invasion
Lors de l'invasion Skrull, Lyja se faisant passer pour la Femme invisible, envoya le Baxter Building, avec Ben, Johnny, Franklin et Valeria Richards à l'intérieur, dans la Zone Négative. Avec l'aide du Bricoleur, Ben s'évada de la prison de la Zone Négative et ils purent rentrer chez eux juste après la fin de l'invasion.

### Nouveaux Vengeurs
Après le siège d'Asgard, Luke Cage proposa à Ben de rejoindre les Nouveaux Vengeurs. Cage assura à Ben qu'il pourrait rester membre des deux équipes, tout comme Wolverine était membre des Vengeurs et des X-Men à l'époque. Ben reçut un sérum de la Fondation Future, qui lui permettait de reprendre forme humaine pendant une semaine, une fois par an. Il est apparu comme un personnage régulier tout au long de la série New Avengers 2010-2013, du numéro 1 (août 2010) jusqu'à son dernier numéro 34 (janvier 2013).

## Phrase fétiche
La Chose use souvent de la phrase « It's clobberin' time! » avant de se battre. En français la phrase a été traduite le plus souvent par « Ça va chauffer ! » et quelquefois par « Ça va castagner ! ». Dans les films de 2005 et 2007, la réplique de la Chose est : « Ça va faire mal ! »

## Pouvoirs et capacités
À la suite de sa transformation, le corps de Benjamin Grimm est entièrement recouvert d’un épiderme de couleur orange, souple, à l’apparence rocailleuse et particulièrement résistant. Extrêmement épais, cet épiderme a fait disparaître son cou et a conduit ses mains et ses pieds à n'avoir plus que quatre doigts et quatre orteils ; par ailleurs, il ne possède plus d’oreilles apparentes. Malgré l’épaisseur de ses doigts, la Chose a conservé sa dextérité manuelle. Sa peau demeure également sensible à la déshydratation et peut « peler » dans certaines conditions (comme lors d'un choc extrême), ce qui expose à l’air libre la chair en dessous.
En complément de ses pouvoirs, Ben Grimm est un pilote d'avion chevronné, ayant suivi une formation d'astronaute à la NASA. Il a été le pilote d'essai de la plupart des vaisseaux volants et spatiaux inventés par Red Richards. C'est aussi un expert en combat au corps à corps dont il avait déjà eu, grâce à sa formation militaire avant sa transformation, une solide expérience. Depuis sa transformation, il a développé ses capacités en ce domaine. Dans sa jeunesse, il était aussi un talentueux joueur de football américain universitaire.
Le style de combat de la Chose incorpore des éléments de boxe, lutte, judo, ju-jitsu et des techniques de combat de rue.
Lors de son irradiation par les rayons cosmiques, Ben Grimm a acquis des capacités surhumaines.
- La Chose possède une force surhumaine, dont les limites ont évolué avec le temps à la suite de l’entraînement physique intense auquel il se soumet ; ainsi, alors qu’il ne pouvait soulever qu’environ 5 tonnes[20] au début de sa carrière chez les Quatre Fantastiques, il est désormais capable de soulever environ 85 tonnes (son degré de force a aussi varié en fonction de son apparence)[2].

Ce niveau a été atteint après des années d'exercices physiques intenses avec des dispositifs adaptés à son corps. Moins puissant que Thor et Hercule sur le papier, il demeure toutefois l'un des super-héros les plus forts de l'univers Marvel et peut rivaliser avec Hulk, quand ce dernier est calme.
- L’ensemble de sa physiologie a été modifiée après sa transformation. Sa musculature, mais aussi son squelette, ses organes et même la structure cellulaire de son corps est devenue plus dense et plus endurante. Il peut utiliser sa puissance physique pendant de longues heures sans s'arrêter, ses muscles générant très peu de toxines (acide lactique), ce qui lui permet de se fatiguer moins rapidement. Cependant, il a montré à de multiples occasions posséder un niveau de résistance dépassant de loin ses capacités habituelles, ceci grâce à une grande détermination et une volonté de fer. Ses poumons sont aussi bien plus volumineux qu'un être humain normal, ce qui prolonge sa durée en apnée (pendant environ 9 minutes)[2]. Cependant, il demeure sensible aux maladies, aux virus ainsi qu’aux choc émotionnels ; contrairement à Hulk, son intelligence n’a pas été altérée par sa transformation[2].
- Sa peau, recouverte d'une croûte pierreuse orange, est très résistante ; elle est plus dure que de la roche et peut encaisser des chocs très violents, comme l'impact d'obus ou de roquettes jusqu’à une charge explosive de 7 kg de TNT[2], voire des coups assénés par des individus ayant le même niveau de force que Hulk. Il peut aussi résister au souffle d'explosions puissantes, aux températures extrêmes (allant de −60 °C à 430 °C[2]) ou aux attaques soniques sans subir de dommages. Cependant, la Chose a été une fois blessé par les griffes d'adamantium de Wolverine (qui lui a balafré le visage)[21], faisant de ce métal un des rares matériaux qui semble être capable de percer son corps quasi impénétrable. Ben Grimm a dû par la suite porter un heaume[22] avant d'être soigné par Hyperstorm.
- Malgré sa consistance rocailleuse, sa taille de 1,83 m et son poids de 227 kg[2], la Chose est très agile et a conservé la même vitesse que Ben Grimm lorsqu'il avait forme humaine.

Au cours de certaines périodes qui n'ont jamais duré longtemps, la Chose a été capable de revenir à sa forme humaine à volonté. Par ailleurs, depuis un traitement mis au point par Valeria Richards, Ben Grimm peut recouvrer son apparence humaine une fois par an,.

## Apparitions dans d'autres médias
Sauf indication contraire, les informations mentionnées dans cette section peuvent être confirmées par la base de données cinématographiques IMDb,  présente dans la section « Liens externes ».

### Cinéma
Interprété par Michael Bailey Smith

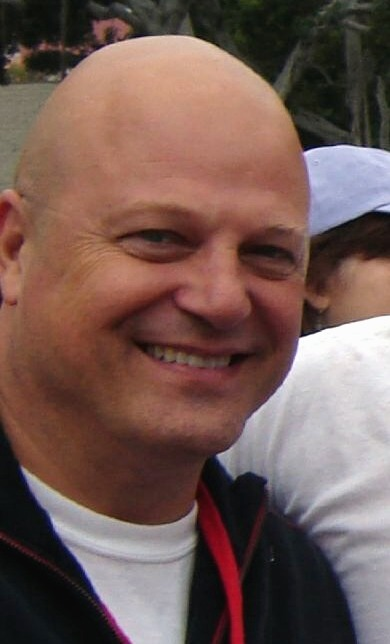
Michael Chiklis incarne Ben Grimm/la Chose dans Les 4 Fantastiques (2005).

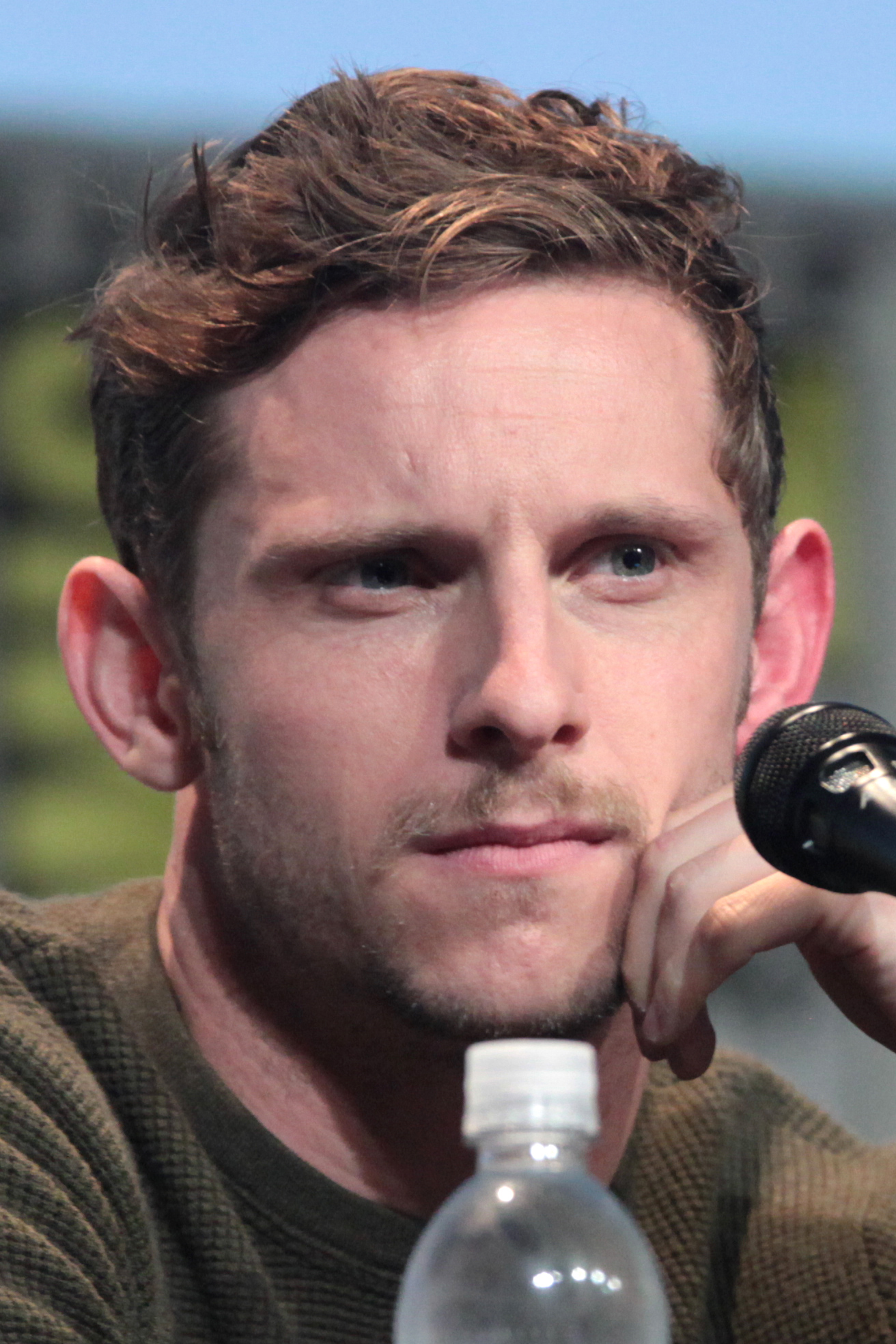
Jamie Bell incarne Ben Grimm/la Chose dans Les 4 Fantastiques (2015).

- 1994 : Les Quatre Fantastiques réalisé par Oley Sassone. (jamais sorti en salles)

Interprété par Michael Chiklis
- 2005 : Les 4 Fantastiques réalisé par Tim Story.
- 2007 : Les 4 Fantastiques et le Surfer d'argent réalisé par Tim Story.

Interprété par Jamie Bell
- 2015 : Les 4 Fantastiques réalisé par Josh Trank.

Interprété par Ebon Moss-Bachrach  dans l'univers cinématographique Marvel.
- 2025 : The Fantastic Four: First Steps réalisé par Matt Shakman.
- 2026 : Avengers: Doomsday réalisé par Anthony et Joe Russo.

### Télévision
- 1967 : Les Quatre Fantastiques (série d'animation) - doublé en anglais par Paul Frees.
- 1994 : Les Quatre Fantastiques (série d'animation) - doublé en anglais par Chuck McCann.
- 2006 : Les 4 Fantastiques (série d'animation) - doublé en anglais par Brian Dobson (en).
- 2009-2011 : The Super Hero Squad Show (série d'animation)
- 2012 : Avengers : L'équipe des super-héros (série d'animation)
- 2013 : Ultimate Spider-Man (série d'animation)
- 2013 : Avengers Rassemblement (série d'animation)
- 2014 : Hulk et les Agents du S.M.A.S.H. (série d'animation)
- 2023 : Spidey et ses amis extraordinaires (série d'animation)

### Jeux vidéo
- 2005 : Les Quatre Fantastiques
- 2005 : Marvel Nemesis: Rise of the Imperfects
- 2006 : Marvel: Ultimate Alliance
- 2007 : Les Quatre Fantastiques et le Surfer d'argent
- 2009 : Marvel: Ultimate Alliance 2
- 2011 : Marvel Super Hero Squad Online
- 2012 : Marvel Avengers: Battle for Earth
- 2013 : Marvel Heroes
- 2013 : Lego Marvel Super Heroes